# 합 (천문학)

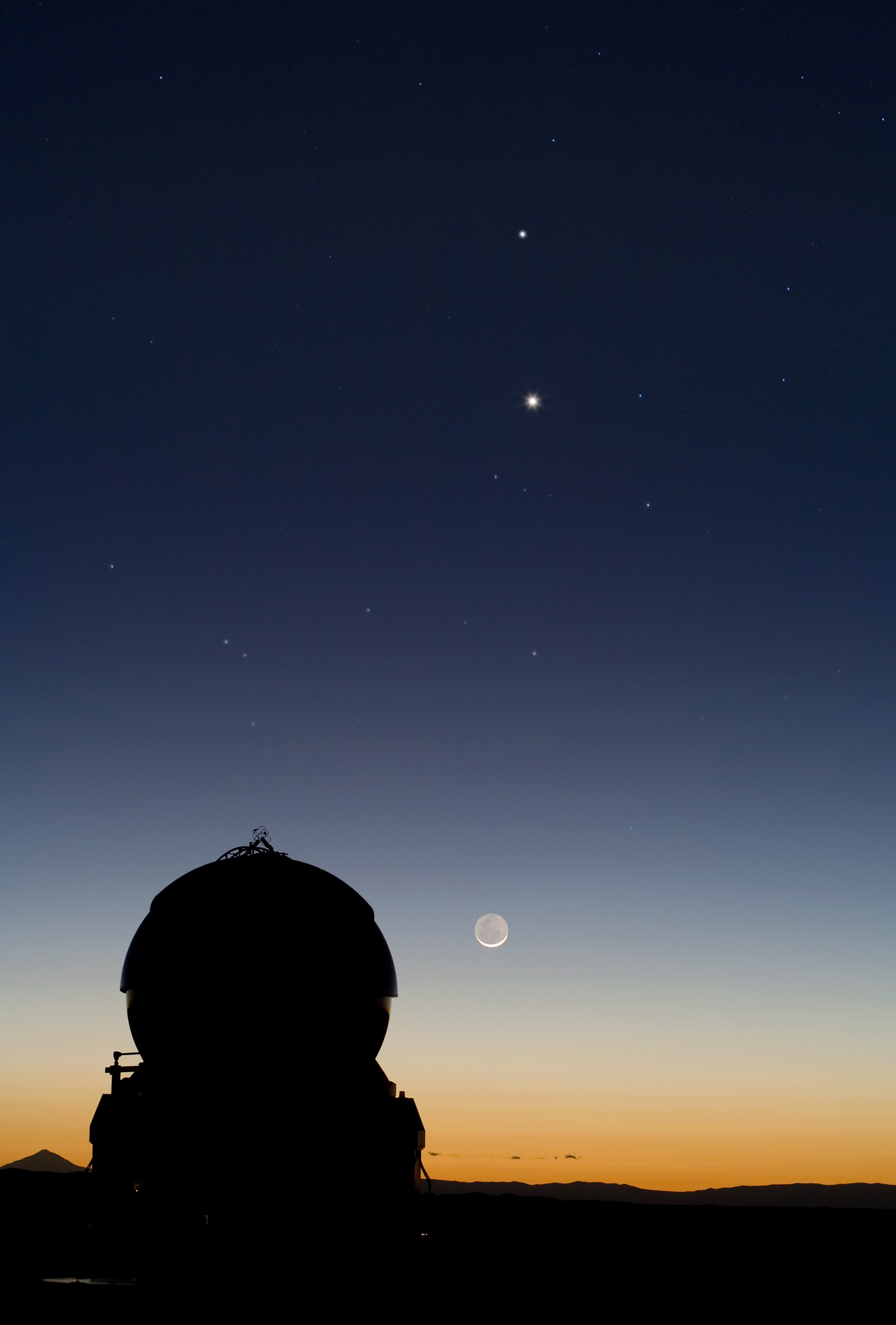
파라날 천문대에서 본, 달 위에 나타난 수성과 금성의 합

합(合, 영어: conjunction)은 일반적으로 지구에서 관측될 때, 두 개의 천체가 같은 적경이나 황경에 있는 것이다. 두 개의 행성이나 달과 행성 또는 태양과 행성과 같이 언제나 황도에 근접해서 나타나는 두 천체의 경우에, 합은 하늘에서 보이는 천체들 사이의 외견상 가까운 접근을 의미한다. 반면에, 근접은 관측되는 두 개의 천체 사이의 외견상 최소한의 분리로 한정된다.
그러므로, 합은 태양계의 두 개의 천체나 태양계의 한 천체와 항성과 같은 더 먼거리의 한 천체를 수반한다. 합은 관측에 의해서만 야기되는 겉보기 현상이다. 연관된 두 개의 천체 사이의 공간에는 어떠한 물리적 근접성도 없다. 두 개의 밝은 행성들과 같이 황도와 근접한 두 개의 밝은 천체 사이에 일어나는 합은 육안으로도 관측이 용이하며, 때때로 대중의 관심을 끈다.
합의 천문 기호는 ☌(유니코드: U+260C)이며, 그림은 이다. 그러나, 이 기호는 현대 천문학에서 사용된 적이 없으며, 오직 역사적으로만 그러하다.

## 근접 통과

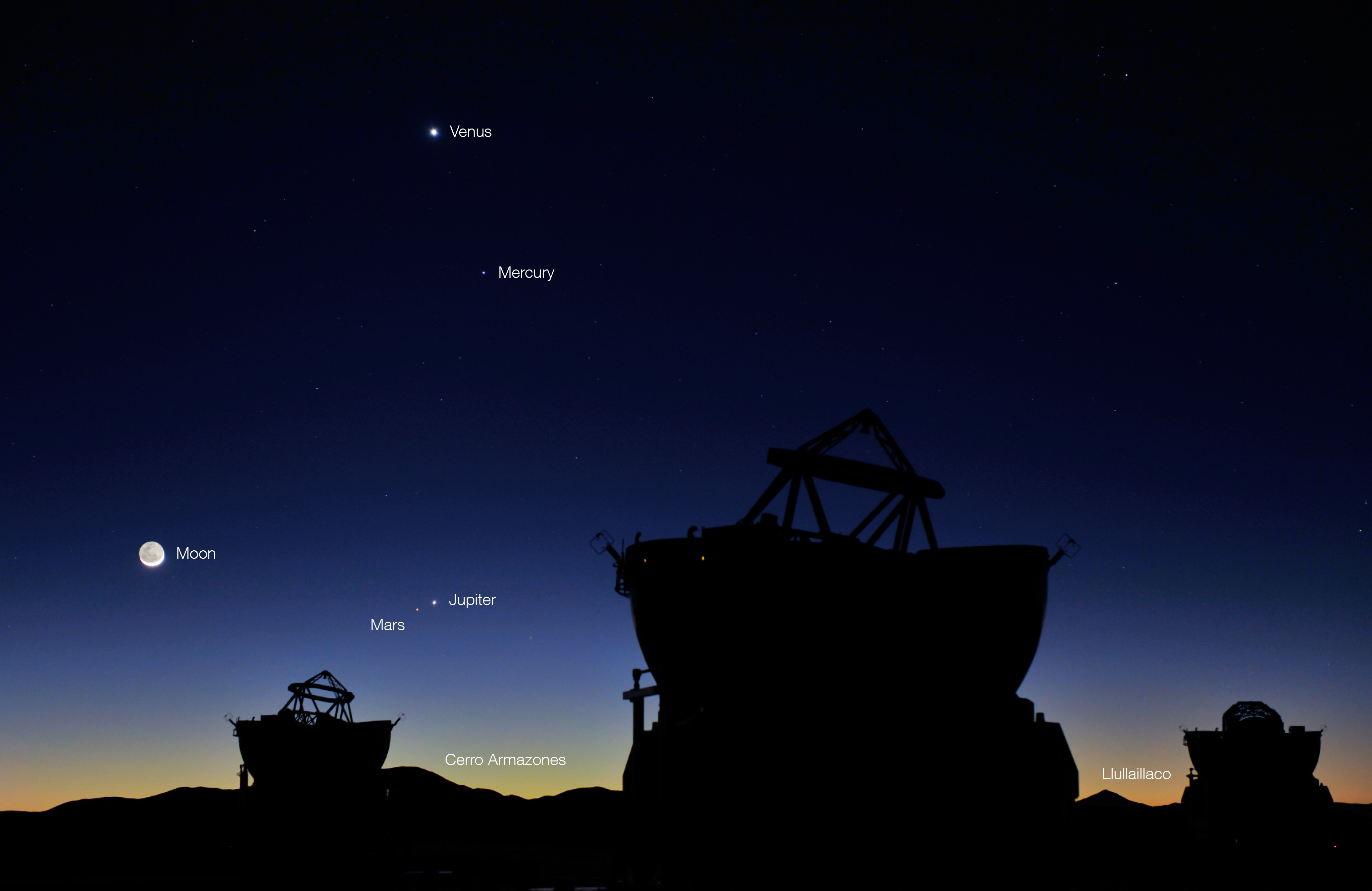
2011년 5월 1일 일출 한 시간 전의 새벽에, 파라날에서 우리 태양계의 여덟 행성 중 다섯 개와 달이 관측되었다.

더 일반적으로, 두 개의 행성의 경우에, 합은 단지 같은 적경(즉 같은 시각)만을 갖는다. 그러나, 황경에서의 합이라는 용어도 있다. 대체로, 적경에서의 합과 황경에서의 합은 같은 시간은 아니지만, 대부분의 경우 비슷한 시간에 일어난다. 하지만, 삼합의 경우, 적경에서 일어나는 합만 가능하다. 적경에서나 황경에서인지와는 상관 없이, 합일 때, 포함되는 행성들은 천구 상에서 가깝게 모여있다. 대부분의 경우, 그 행성들 중 하나는 남쪽이나 북쪽에서 다른 것을 앞지르는 것으로 보일 것이다.

## 더 근접한 통과

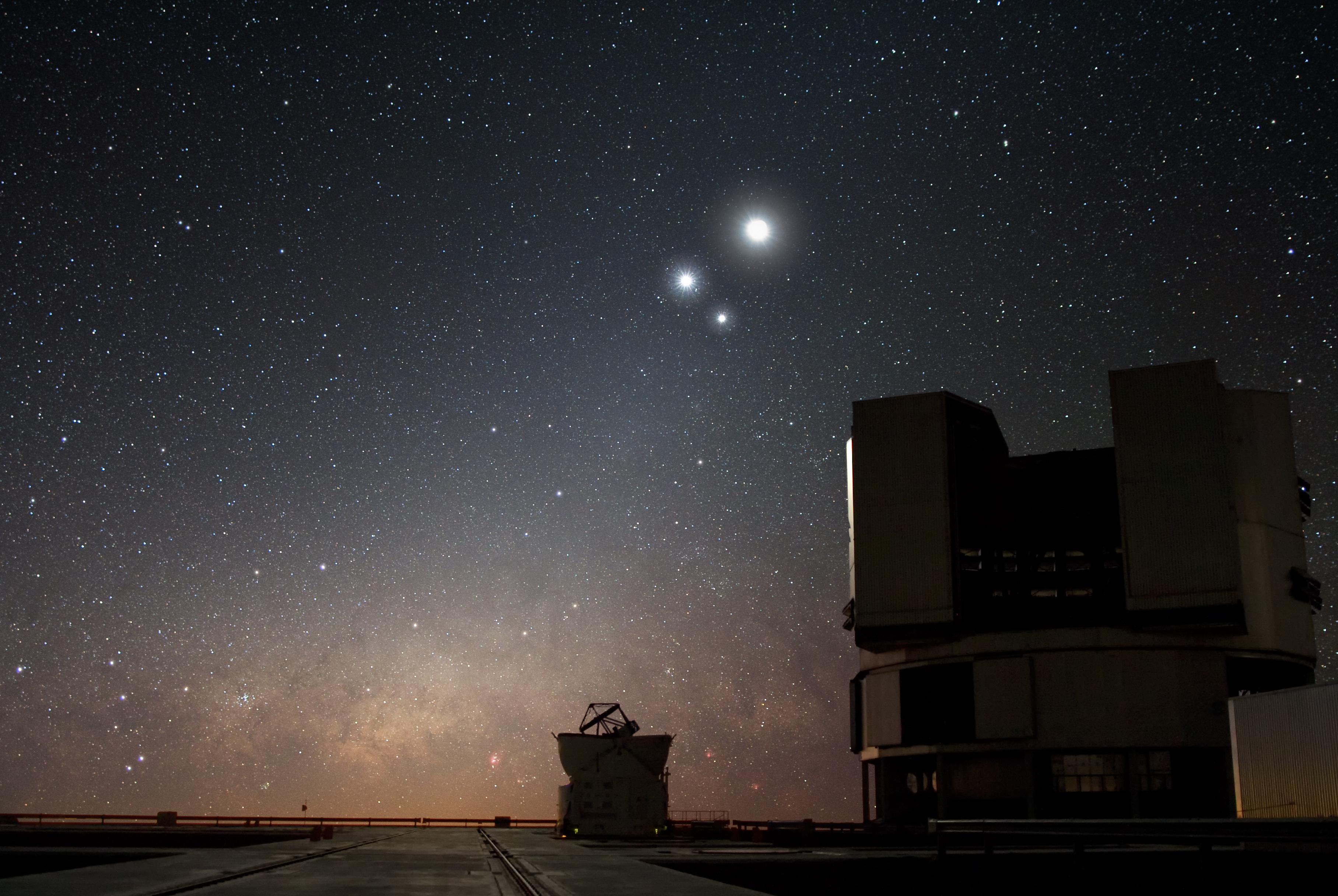
파라날 천문대에 있는 유럽남부천문대(ESO)의 초거대망원경(VLT)위로 펼쳐진 밤하늘에서, 달은 두 개의 밝은 동반 행성 금성과 목성과 함께 빛나고 있다.

그러나, 두 천체가 적경에서의 합에서 같은 적위에 (또는 황경에서의 합에서 같은 황위에) 달한다면, 지구와 더 가까운 한 천체가 다른 것의 앞에서 그것을 통과한다. 그러한 경우, 삭망이 일어난다. 만일 한 천체가 다른 천체의 그림자 속으로 들어 간다면, 그 현상은 식이다. 예를 들어, 달이 지구의 그림자 속으로 들어가서 시야에서 사라진다면, 그 형상은 월식이라 불린다. 만일, 가까이 있는 천체의 겉보기 원반이 더 먼 것보다 훨씬 작다면, 그 현상은 통과라고 불린다. 수성이 태양의 앞을 지나면, 그것은 수성의 일면통과이며, 금성이 태양 앞을 지난다면, 그것은 금성의 일면통과이다. 가까이 있는 천체가 먼 것보다 더 크게 보일 때, 더 작은 상대 천체를 완전히 가리는데, 그것은 엄폐라 불린다. 엄폐의 한 예는 달이 지구와 태양 사이를 통과하며 태양이 전적으로나 부분적으로 보이지 않게 될 때이다. 그러한 현상은 일반적으로 일식으로 알려져 있다. 더 큰 천체가 태양이나 달이 아닌 엄폐는 매우 드물다. 그러나, 달에 의한 행성의 엄폐는 더 빈번하다. 그러한 현상들은 매년마다 지구의 여러 곳에서 관측 가능하다.

## 관측 위치
합은 관측 현상으로써 지구에 있는 관측자에게 보여지는 두 개의 천체를 수반하는 현상이다. 그 시간과 내용은 지 표면에 있는 관측자의 위치에 따라서 아주 약간씩 달라지는데, 달을 수반하는 합은 그것의 상대적인 가까움으로 인해 그 차이가 가장 크지만, 달의 경우에도 합의 시간 차이는 몇 시간을 넘지 않는다.

## 내행성과 외행성
외행성에서 볼때, 내행성이 태양의 정 반대의 건너편에 있을 때, 그것은 태양과 외합(外合, superior conjunction)에 있는 것이다. 내합(內合, inferior conjunction)은 두 개의 행성이 태양과 같은 방향에 대한 직선상에 놓일 때 나타난다. 내합의 경우, 내행성에서 봤을 때, 외행성은 태양과 충에 있게 된다.
"내합"과 "외합"이라는 용어는 지구에서 봤을 때 특히 내행성인 수성과 금성에 적용된다. 그러나, 그러한 범위는 태양으로부터 더 멀리 떨어진 한 행성에서 봤을 때의 어떤 한 쌍의 행성에게도 적용될 수 있다.
지구에서 봤을 때, 행성(또는 소행성이나 혜성)이 태양과 합에 있다면, 간단히 합에 있다고 한다. 달은 그믐달일 때, 태양과 합에 있다.
"준합"(準合, quasiconjunction)또한 가능하다. 그 상황에서, 지구의 관점에서 언제나 수성이나 금성인 역행에 있는 한 행성은 다른 행성을 추월하게 될 때까지 적경에 있어서 "뒤쳐질" 것이다. 그러나, 그리고 나서, 앞의 행성이 순행을 재개하면, 다시 다른 행성과의 거리를 벌릴 것이다. 이 현상은 동트기 전의 새벽 하늘에서 나타날 것이다. 그렇지 않으면, 그 현상은 해진 후의 저녁 하늘에서 수성이나 금성이 다른 행성을 추월하고서 곧바로 역행으로 돌아서며 나타날 수도 있다. (그러한 역행은 종종 수성과 금성이 모두 포함되는데, 그렇다면, 그것들은 수 일이나 그 이상의 기간 동안에 겉보기에 매우 가까운 거리를 유지할 수도 있다.) 적위까지 고려된다면, 그것들이 역행 직전이나 직후에 서로 가까이 있는 것으로 보일 수도 있지만, 일반적으로 준합은 두 행성 간의 적경 간격이 가장 작을 때에 나타나는 것으로 여겨진다.

## 과거 주요 합

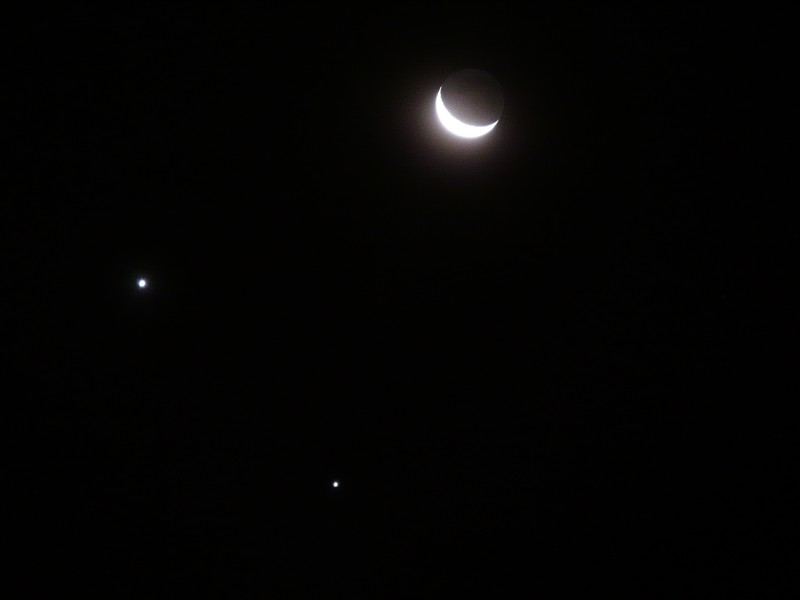
2008년 12월 1일에 브라질 상파울루에서 관측된 초승달 근처에서 일어난 금성(왼쪽)과 목성(아래)의 합.

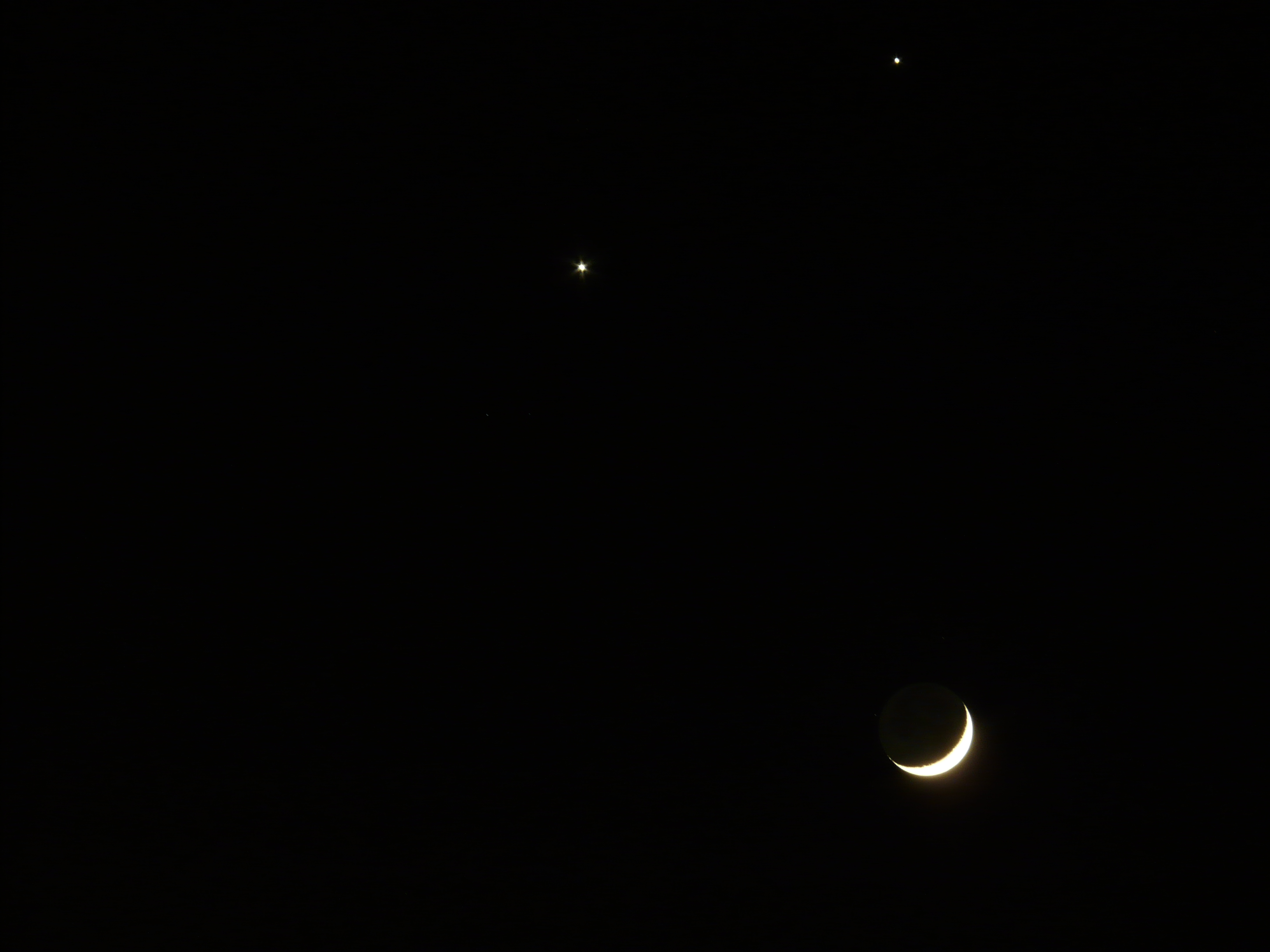
달과 금성 그리고 목성

### 2008년
2008년 12월 1일에, 금성과 목성의 합이 일어났고, 수 시간 이후에 두 행성 모두 각각 초승달과의 합에 달했다. 어떤 지역들에서는 달에 의한 금성의 엄폐가 관측되었다. 다른 지역에서는 그 세 개의 천체가 모두 가까이 모여 있는 것으로 나타났다.

### 2007년
2007년 12월 23~24일에 행성 및 은하의 정렬이 일어났다. 12월 23일에 화성과 지구 태양 수성 목성 그리고 은하의 중심이 정렬되었다.(아래의 링크 참조.) 그것은 12월 14일 새벽 2시 경에 (화성과 합을 이룬) 보름달이 수반되었다. 그것은 은하계의 중심과의 합 직후에 12월의 하지에 정확히 일어났던 태양과 명왕성의 합으로 더 주목되었다.
아래의 링크는 2007년 11월 23일의 명왕성과 목성의 (태양중심적) 합 이후에 나타난 2007년 12월 23일에 화성의 관점에서 목성과 화성, 지구, 수성 그리고 명왕성이 은하의 중심을 향해 정렬되어 있는 배치를 보여준다. 참조 그림:2007년 12월 13일의 NASA의 태양계 배치도
위 그림에서 (목성의 오른쪽에 있는) 명왕성은 보이지 않으며, 토성과 천왕성 그리고 해왕성은 그림보다 아래에 있는데, 토성과 해왕성은 십자의 ㅜ모양을 구성한다. 2007년 12월 13일에는 보름달이었다.

### 2002년
2002년 4월 후반에, 대합(大合, great conjunction)이 일어났다. 그 때에, 토성과 목성, 화성 그리고 수성이 서북쪽 하늘에 모두 동시에 관측되었다. 그러한 합은 2060년 7월 초에 다시 나타날 것이지만, 일출 직전에 잠시 북동쪽 하늘에 다섯 천체의 집결이 일어난다는 점이 전의 것과 다를 것이다.

### 2000년
2000년 5월, 지구에서 관측하기에, 가장 밝은 다섯 행성이 태양으로부터 20도 이내에서 정렬되었다. 그 행성들이 태양과 너무 가까이 있었기 때문에, 그 합은 육안으로 식별이 불가능했다.

### 1987년
1987년 8월 24일, 지구와 가장 가까운 다섯 주요 천체인 태양과 달, 수성, 금성 그리고 화성이 서로 다른 것에 대해 거의 5도 이내에서 있었는데, 20분 동안 태양이 저물고, 화성과 금성, 수성 그리고 달이 뒤를 이었다. 위의 2000년의 합 처럼, 이 현상은 태양을 따라 줄을 이루었다는 점이 주목할만 했다.

### 1962년
1962년 2월 4~5일의 그믐달과 일식 동안에, 황도에서 (모든 육안의 행성에 태양과 달이 더해진) 고대 행성들의 서로 16도 이내에서의 매우 진귀한 대합이 일어났다. 그믐달과 일식의 정확한 순간에, 다섯 천체(태양과 달, 수성, 금성 그리고 목성)가 지구와도 가까운 합을 이루며, 서로 3도 이내에 모여 있었다. 종합적으로 보자면, 그 대합은 그믐달과 월식의 정확한 순간에 태양과 달과 일직선 상에 놓인 지구와 함께, 태양과 달, 수성, 금성, 화성, 목성 그리고 토성이 (즉 총 여덟 개의 천체가) 포함되었다.

### 1899년
1899년 12월 2~3일에 그믐달일 동안에, 고대 행성들과 몇몇 쌍안경의 천체들의 근접 대합이 일어났다. 태양과 달, 수성, 화성 그리고 토성이 모두 서로 15도 이내에 있었고, 금성은 그 합의 5도 앞에 그리고 목성은 15도 뒤에 있었다. 그 합에는 (기술적으로는 무공해의 하늘에서 맨눈으로 관측 가능한) 천왕성과 (망원경의) 세레스 그리고 팔라스가 수반되었다.

## 같이 보기
- 근첩
- 측성학
- 구면 천문학
- 충
- 이각
- 대합
- 대합 (천문학)#최대합
- 삭망
- 합충
- 금성 일면통과
- 삼합